# Radomir (Pernik)
Rádomir (en búlgaro: Радомир) es una ciudad de Bulgaria en la provincia de Pernik.

## Geografía
Se encuentra a una altitud de 684 m s. n. m. a 49 km de la capital nacional, Sofía.

## Demografía
Según estimación 2012 contaba con una población de 14 159 habitantes.
|         | 2004   | 2005   | 2006   | 2007   | 2008   | 2009   | 2010   | 2011   |
| Mujeres | 7 484  | 7 483  | 7 490  | 7 417  | 7 413  | 7 355  | 7 246  | 7 245  |
| Varones | 7 006  | 6 931  | 6 929  | 6 813  | 6 807  | 6 735  | 6 627  | 7 072  |
| Total   | 14 490 | 14 414 | 14 419 | 14 230 | 14 220 | 14 090 | 13 873 | 14 317 |